# Bacary Sagna
Bacary Sagna - em árabe, بكاري سانيا, (Sens, 14 de fevereiro de 1983) é um ex-futebolista francês que atuava como lateral direito.

## Carreira
Sagna foi revelado pelo Auxerre, tradicional clube da Ligue 1 francesa, onde permaneceu até 2007.
Em 12 de julho do mesmo ano, foi contratado pelo Arsenal por cerca de 11 milhões de euros. No clube londrino, rapidamente foi inserido na equipe titular do treinador Arsène Wenger, ocupando tal vaga totalizou mais de  250 partidas pelos Gunners somando-se todas as competições. Como retribuição ao seu bom desempenho, esteve duas vezes na Equipe do Ano, prêmio entregue pela PFA aos melhores da Premier League, em 2007–08 e 2010–11.
Em 13 de junho de 2014 transferiu-se ao Manchester City por três anos de contrato.
Em agosto de 2018, após uma temporada no Benevento, da Itália, o ex-lateral da Seleção Francesa, Bacary Sagna, acertou com o Montreal Impact, da Major League Soccer.

### Seleção Francesa
Pela Seleção Francesa, recebeu sua primeira convocação em 22 de agosto de 2007. Em 2010, integrou o elenco que disputou a Copa do Mundo, realizada na África do Sul, onde os franceses foram precocemente eliminados na primeira fase.
Foi convocado para a disputa da Eurocopa de 2016, se aposentando logo após a derrota na final contra Portugal em Paris.

## Títulos
Auxerre
- Copa da França: 2004–05
- Copa Intertoto da UEFA: 2006

Arsenal
- Copa da Inglaterra: 2013–14

Manchester City
- Copa da Liga Inglesa: 2015–16

### Prêmios individuais
- Jogador do Ano do Auxerre: 2006–07
- Equipe do Ano na Ligue 1: 2006–07
- Equipe do Ano da Premier League pela PFA: 2007–08 e 2010–11